# Montagne Foja

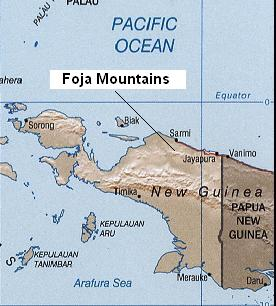
Le Foja Mountains ad ovest della città di Jayapura.

Le Montagne Foja (in indonesiano Pegunungan Foja), dette anche Montagne Foya,  sono una catena montuosa che si trova a nord del bacino del fiume Mamberamo in Papua, Indonesia.

## Geografia e clima
La cima più alta raggiunge i 2.193 m. Nella parte interna della catena esiste un'area di ben 3.000 km² di antica foresta pluviale. Tutta la foresta della catena montuosa supera comunque i 9.700 km² interamente senza strade all'interno, il che ne fa la foresta tropicale più intatta di tutto la regione dell'Asia del Pacifico
A causa della differenza di altezza l'area delle Montagne Foja risulta più fredda della pianura sottostante, ma le temperature di gennaio e luglio rimangono comunque tra i 20 e i 30 °C. La stagione delle piogge va da dicembre a marzo, ma la pioggia è presente anche nel resto dell'anno; in un anno tipico la zona riceve oltre 2.000 mm di precipitazioni. 
L'umidità relativa invernale varia tra il 73 e l'87%.
Le montagne sono considerate molto difficili e pericolose da raggiungere, non si registrano quindi visitatori (turisti), e i primi ad avventurarvisi sembrano partire dal 1979 (Stattersfield et al. 1998).